# Fizika čvrstog stanja
Fizika čvrstog stanja je grana fizike koja proučava strukturu materije u čvrstom stanju (čvrsto agregatno stanje) te uz pomoć kvantne fizike istražuje svojstva i procese u kristalnom i amorfnom obliku materije, svojstva kristalisane materije i pojave vezane uz promene fizičkih veličina (na primer temperature, pritiska, dimenzija i oblika mikrokristala, broja i vrste defekata u kristalnoj rešetki i drugo). Zakonitosti utvrđene za kristalisanu materiju primenjuju se delimično i na amorfne čvrste materije ili smeše kristalne i amorfne materije te visokoviskozne tečnosti (na primer fotoosetljiva stakla, čvrste polimere, keramiku i drugo). Mikroskopska teorija čvrstog stanja primena je kvantne mehanike na čvrsto stanje. Njeni rezultati uspešno tumače kvalitativne razlike među različitim čvrstim telima, a u mnogim slučajevima omogućuju i kvantitativni pristup svojstvima tih tela. Budući da je čvrsto stanje sistem od velikog broja atoma, teorija čvrstog stanja služi se nizom približenja (aproksimacija). Tako se pretpostavlja da se ponašanje atomskih jezgara i elektrona može opisivati nezavisno. Pri razmatranju kretanja jezgara ne uzima se u obzir kretanje elektrona, tj. atomi se posmatraju kao celine. Takav je pristup opravdan za objašnjenje nekih mehaničkih i termodinamičkih svojstava koja potiču od međusobnog elastičnog vezivanja atoma. Razmatraju li se elektronska stanja, uzima se da atomska jezgra miruju. Ta je pretpostavka je u znatnoj meri opravdana, jer se u normalnim okolnostima elektroni kreću znatno brže nego jezgra koja su mnogo veće mase od elektrona. Kako su za svojstva čvrstog stanja najvažniji valentni elektroni, posmatraju se samo ti elektroni, a uticaj elektrona u dubljim elektronskim ljuskama uzima se u obzir kroz njihov doprinos električnom polju oko jezgara. Pretpostavlja se da u prvom približenju (aproksimaciji) svaki valentni elektron može biti opisan vlastitom talasnom funkcijom. Razvile su se dve metode u opisivanju međudelovanja (interakcije) valentnih elektrona: atomska aproksimacija i aproksimacija slobodnim elektronima.

## Atomsko približenje ili aproksimacija
U atomskoj aproksimaciji čvrsto telo se posmatra se kao agregat atoma koji su dovedeni na male udaljenosti jedni od drugih, ali su zadržali svoju punu individualnost. Valentni elektroni u toj aproksimaciji vezani su uz određena jezgra, a prema tome ona u osnovi opisuje stanje dielektrika, kao što su jonski kristali, ali i sva druga čvrsta tela koja u nepobuđenom stanju nemaju vodljivih elektrona. Budući da se pretpostavlja kretanje valentnih elektrona po identičnim orbitama, njihovi se energetski spektri podudaraju. Model kojim se koristi atomska aproksimacija omogućava da se na osnovi poznatih elektrostatičkih sila među jonima u rešetki izračunaju energija veze jonskih kristala, mehanička i termodinamička svojstva i difuzija u jonskoj rešetki. Na osnovu tog modela dobro se opisuju i pobuđena stanja atoma u izolatoru. Izolator može apsorbovati svetlost određene talasne dužine, a da pritom ne postane fotoprovodan. Međutim elektromagnetno zračenje dovoljno velike energije (svakako konačne) oslobađa elektrone iz njihovih atomskih ili molekularnih orbitala na isti način kao pri jonizaciji atoma ili molekula. Tako se objašnjava fotoprovodljivost.
Izolator u čvrstom stanju može u kristalnoj rešetki da sadrži primese stranih atoma ili neke druge defekte. Elektroni koji se nalaze uz defekte nisu vezani istim silama kao elektroni koji se nalaze uz regularne atome. Oni imaju drukčija pobuđena stanja i drukčije jonizacione potencijale. Ako su ti jonizacioni potencijali niži nego jonizacioni potencijali elektrona u čistoj materiji, fotoprovodnost supstancije koja sadrži primese određena je u prvom redu prisutnim primesama. Većina fotoprovodnih čvrstih materija koje se praktično upotrebljavaju tog su tipa. Ako je već toplotna energija dovoljna za oslobađanje elektrona primesa, materija se ponaša kao poluprovodnik s primesnom provodnošću. Ponašanje poluprovodnika s vlastitom provodnošu takođe se tumači na taj način: toplotne promene (fluktuacije) na sobnoj temperaturi uzrokuju jonizaciju regularnih atoma rešetke.

### Približenje ili aproksimacija slobodnim elektronima
U aproksimaciji slobodnim elektronima polazi se od pretpostavke da valentni elektroni u čvrstom stanju nisu lokalizovani uz pojedine atome, nego se kreću po celoj makroskopskoj zapremini. Njihovo kretanje kroz periodični potencijal kristalne rešetke zapravo se sastoji od uzastopnih prolazaka kroz potencijalne barijere, pa ih za razliku od slobodnih elektrona u vakuumu treba karakterisati efektivnom masom različitom od smaterijane mase. Moguće energije tih elektrona čine kvazikontinuirana područja, takozvane energetske zone, koje se sastoje od velikog broja vrlo blizu raspoređenih energetskih nivoa. Energetske zone vuku poreklo od diskretnih nivoa individualnih atoma; kad se atomi približuju na razmak čvorova u kristalnoj rešetki, interakcije među atomima uzrokuju pomak i cepanje energetskih nivoa elektrona, a takođe i njihovo širenje u zone, jer u kristalnoj rešetki sa N jednakih i jednako raspoređenih atoma energetski su nivoi N puta degradirani. Zonama su obuhvaćena moguća energetska stanja elektrona; širina zona iznosi od 1 do 10 eV. Iznos energije u svakom stanju određen je svojstvima kristala: simetrijom rešetke, međuatomskm razmacima i prostornim rasporedom potencijala u elementarnoj ćeliji. Moguća stanja čine takozvane dopuštene zone, a energetski intervali među njima nazivaju se zabranjenim zonama. Raspored elektrona po nivoima u zonama određen je Fermi-Dirakovom statistikom; u nepobuđenom stanju (na temperaturi bliskoj 0 K) elektroni popunjavaju sve nivoe niže od Fermijevog nivoa. Potpuno pune i potpuno prazne zone ne mogu učestvovati u provodljivosti, nego se vanjskim poljem mogu ubrzavati samo elektroni iz delomično ispunjenih zona. Ispunjene zone nazivaju se i valentnim zonama, a prazna zona iznad valentnih zona naziva se provodnom zonom.

### Zonska teorija čvrstog stanja
Zonska teorija čvrstog stanja daje zadovoljavajuća objašnjenja za širok raspon provodljivosti čvrstih tela (od 108 S/m za metale do 10–17 S/m za dobre izolatore), fotoprovodljivosti, uticaj primesa na provodljivost poluprovodnika, mehanička, optička i delimično toplotna i magnetna svojstva čvrstih tela. Tela kojima je Fermijev nivo u dopuštenoj zoni su provodnici, jer je kod njih najviša zona uvek samo delomično ispunjena, tj. ta tela uvek imaju provodne elektrone; tela kojima Fermijev nivo pada u zabranjenu zonu ili su izolatori ili poluprovodnici.
Defekti kristalne rešetke uzrokuju pojavu lokalnih energetskih nivoa u zabranjenoj zoni. Ako se pri neutralnom stanju defekta na njihovu lokalnom nivou nalazi elektron, nivo se naziva donorskim, a ako se elektron ne nalazi akceptorskim. Zbog tolotnih kretanja donorski nivoi mogu davati elektrone u provodnu zonu, a akceptorski nivoi primati elektrone iz valentne zone. Zato donorne primese u poluprovodnicima uzrokuju elektronsku provodljivost, a akceptorske primese šupljinsku provodljivost. Time se primesna provodljivost razlikuje od vlastite provodljivosti, u kojoj učestvuje uvek isti broj elektrona i šupljina. 

## Primena
Glavne pojave koje se ispituju u fizici čvrstog stanja su promene provodnosti u rasponu temperatura od apsolutne nule do tačke topljenja i usko vezani učinci ili efekti (provodnost; superprovodnost; poluprovodnici; izolator; fotoelektrični učinak; magnetizam; kondenzovana materija).

### Provodnost
Provodnost je fizička veličina koja opisuje uticaj materijala na prenos električnog naboja, toplote ili magnetnog polja.

#### Električna provodnost
Električna provodnost (znak G) električnog provodnika od homogenog materijala dužine l, površine poprečnog preseka S, data je izrazom:
{\displaystyle G=\gamma \cdot {\frac {S}{l}}}
gde je: γ - električna provodnost materijala; recipročna vrednost električnog otpora; merna je jedinica simens (S).

#### Toplotna provodnost
Toplotna provodnost (znak G) opisuje prenos toplote kroz materiju provođenjem, količnik je toplotnog toka (ɸ) kroz materiju i temperaturne razlike ΔT između dve tačke:
{\displaystyle G={\frac {\phi }{\Delta T}}}
recipročna je vrednost toplotnog otpora; merna je jedinica vat po kelvinu (W/K).

#### Magnetna provodnost
Magnetna provodnost (znak Λ) šipke ili žice, površine poprečnog preseka S i dužine l, data je izrazom: 
{\displaystyle \Lambda =\mu \cdot {\frac {S}{l}}}
gde je: μ - magnetna permeabilnost; recipročna je vrednost reluktancije (magnetnog otpora) magnetnog kruga; merna je jedinica henri (H).

### Superprovodnost
Superprovodnost je stanje pojedinih materija koje se na niskim temperaturama očituje u nestanku njihovog električnog otpora, prolasku električne struje kroz tanku izolatorsku barijeru unutar njih bez električnog otpora (Džozefsonov učinak - Brajan Džozefson) i lebdenju magneta iznad njihove površine (Majzerov učinak - Volter Majzner). Superprovodnost je kvantnomehanička pojava i ne može se objasniti klasičnom fizikom. Tipično nastaje u nekim materijalima na jako niskim temperaturama (nižim od -200 °C).

### Poluprovodnici
Poluprovodnici su materijali kojima je električna provodnost manja od provodnosti provodnika, a veća od provodnosti izolatora. Primena poluprovodnika u elektronici zasniva se na mogućnosti promene električne provodnosti u širokim granicama, bilo promenom sastava materijala, bilo primenom spoljašnjih uticaja. Električna svojstva poluprovodnika određuje njihova atomska struktura. Na temperaturi apsolutne nule (T = 0 K) valentni elektroni, elektroni s najvećim energijama u atomima poluprovodnika, popunjavaju sve energije valentnog pojasa elektronskih energijskih stanja i vezani su za matični atom.
S porastom temperature raste energija elektrona. U provodniku se valentni i provodni pojas preklapaju, pa je broj slobodnih elektrona koji vode električnu struju vrlo velik. U poluprovodnicima i izolatorima valentni i provodni pojas elektronskih energijskih stanja odvojeni su zabranjenim pojasom sa energijama koje elektroni ne mogu poprimiti. Oslobađaju se samo oni elektroni koji imaju dovoljno energije da preko zabranjenog pojasa pređu u provodni pojas elektronskih energijskih stanja. Širina zabranjenog pojasa u izolatorima toliko je velika da u provodnom pojasu elektronskih energijskih stanja gotovo nema elektrona. Elektroni ostaju vezani za matične atome i u izolatorima nema nosilaca električne struje.
U poluprovodnicima je širina zabranjenog pojasa elektronskih energijskih stanja manja. Na sobnoj temperaturi, vrlo mali, ali nezanemariv broj elektrona ima dovoljnu energiju da se oslobodi matičnog atoma i iz valentnog preskoči u provodni pojas elektronskih energijskih stanja. Elektroni u provodnom pojasu slobodno se kreću unutar poluprovodnika i mogu da provode električnu struju. U atomima koje su elektroni napustili nastaju praznine (nazivaju se šupljinama) koje mogu popunjavati elektroni susednih atoma, ostavljajući pritom šupljine u atomima iz kojih dolaze, pa se šupljine kreću kao pozitivno naelektrisani elektroni. Uz kretanje slobodnih elektrona kroz materijal, uspostavlja se i kretanje elektrona preko šupljina. Niz prelazaka elektrona preko šupljina može se jednostavnije posmatrati kao kretanje šupljina u suprotnom smeru. Slobodni elektroni i šupljine zajedničkim se imenom nazivaju nositeljima naboja. U poluprovodniku bez primesa jednak je broj slobodnih elektrona i šupljina.
U elektronici silicijum je najčešće korišteni poluprovodički materijal. Atomi silicijuma imaju po 4 valentna elektrona. Vežu se međusobno u dijamantnu kristalnu strukturu, s rasporedom u kojem je svaki atom okružen sa četiri susedna atoma. Snažna kovalentna veza među atomima temelji se na stvaranju elektronskih parova, a pritom svaki atom deli svoje valentne elektrone sa 4 susedna atoma.

#### Čisti ili intrinsični poluprovodnici
Čisti ili intrinsični poluprovodnici sastoje se samo od atoma osnovnog materijala, to jest samo od istovrsnih atoma. U takvom se poluprovodniku elektroni i šupljine stvaraju u parovima, pa je koncentracija slobodnih elektrona u provodnom pojasu jednaka koncentraciji šupljina u valentnom pojasu. Zbog toga je i električna provodnost čistog silicijuma mala (σ = 1,56 mS/m) i graniči s električnom provodnošću izolatora. S porastom temperature, koncentracije nositelja električnog naboja eksponencijalno rastu i električna se provodnost čistog poluprovodnika povećava. Nosioci električnog naboja mogu se u poluprovodniku stvarati i apsorpcijom optičkog ili, uopštenije, elektromagnetnog zračenja (fotogeneracija nositelja). Obrnuto, zarobljivanjem slobodnog elektrona u nepopunjenu valentnu vezu, to jest njegovim vraćanjem iz provodnog pojasa u valentni, oslobađa se energija zračenja. Ti se učinci koriste u pretvaranju električne u optičku energiju i obrnuto.

#### Primesni ili ekstrinsični poluprovodnici
Primesni ili ekstrinsični poluprovodnici nastaju dopiranjem, to jest dodavanjem primesa željenih svojstava u čist poluprovodnik. Primese koje menjaju električnu provodnost atoma su elemenati sa valencom za jedan većom ili manjom od atoma poluprovodnika. Za silicijum su takve primese atomi petovalentnih ili trovalentnih elemenata. Ako se u strukturu čistog poluprovodnika ugrade atomi petovalentnih elemenata (na primer fosfora, arsena ili antimona), tada se njihova četiri valentna elektrona kovalentno vežu s elektronima četiri susedna silicijumova atoma. Peti valentni elektron slabo je vezan, na sobnoj se temperaturi oslobađa i ulazi u provodni pojas. Takvi petovalentni atomi koji daju elektrone nazivaju se donori. Poluprovodnici dopirani donorima imaju mnogo elektrona, kojima koncentracija  odgovara koncentraciji donora, a malo šupljina. Ako se, međutim, kao primese koriste atomi trovalentnih elemenata (na primer bor), tada tri valentna elektrona sudeluju u kovalentnoj vezi sa susedna tri silicijumova atoma, a veza s četvrtim silicijumskim atomom ostaje nepopunjena. Nju popunjava elektron susednog atoma, čime nastaje šupljina. Takvi trovalentni atomi koji primaju elektrone nazivaju se akceptori. Poluprovodnici dopirani akceptorima imaju mnogo šupljina, kojima koncentracija  odgovara koncentraciji akceptora, a malo elektrona. Od dva moguća tipa slobodnih nositelja naboja (elektroni i šupljine), većinskim se naziva onaj nositelj kojeg u poluprovodniku ima više. Poluprovodnici u kojima su većinski nositelji naboja elektroni nazivaju se poluprovodnicima n-tipa, a poluprovodnici u kojima su većinski nositelji naboja šupljine poluprovodnicima p-tipa.
Silicijum se kontrolirano dopira u širokim granicama, s koncentracijama primesa od 1014 do 1021 atoma/3. Srazmerno koncentracijama primesa, menja se i koncentracija većinskih nosilaca. Posledica je toga promena električne provodnosti silicijuma od 102 do 106 S/m. Poput provodnika, primesni se poluprovodnici odlikuju negativnim temperaturnim koeficijentom električne provodnosti.

#### Elementarni poluprovodnički materijali
Elementarni poluprovodnički materijali su oni u kojima su svi atomi iste vrste, kao što su to elementi silicijum i germanijum. U početku je najzastupljeniji poluprovodnički materijal bio germanijum a danas je u elektronici najčešći poluprovodnički materijal silicijum, i to zbog svog prikladnog temperaturnog područja, niske cene, jednostavnosti i uvedenosti tehnoloških procesa te prihvatljivih radnih brzina. Od silicijuma se izrađuje najveći broj poluprovodničkih elektronskih elemenata, ali i najsloženija integrisana kola. Najčešće se upotrebljava u obliku monokristala, a katkad i kao polikristal (za izradu elektroda pojedinih elemenata) te kao amorfni silicijum (za izradu solarnih baterija).

#### Složeni poluprovodnički materijali
Složeni poluprovodnički materijali uglavnom su binarni, i to građeni od spojeva trovalentnih i peterovalentnih elemenata (takozvani III–V poluprovodnici), odnosno dvovalentnih i šestovalentnih elemenata (II–VI poluprovodnici). Primeri su prve vrste galijum arsenid (GaAs), galijum fosfid (GaP), indijum fosfid (InP) i indijum antimonid (InSb), a primeri druge vrste kadmijum sulfid (CdS) i cinkov sulfid (ZnS). Često im se dodaje i mala količina trećeg elementa, čime nastaju ternarni poluprovodički materijali, na primer aluminijum-galijum-arsenid (AlxGa1–xAs). Pritom x označava udeo u kojem, u galijum arsenidu, aluminijumski atomi zamenjuju galijumove atome. Galijum arsenid ponajviše se koristi za poluprovodničke elemente velikih brzina. U tom se materijalu izvode i manje složena, ali vrlo brza integrisana kola. Uz ostale složene poluprovodničke materijale, služi i za izradu fotoelektronskih elemenata.

### Izolatori
Izolator (nem. isolator < franc. isolateur < ital. isolatore) je materija ili predmet koji sprečava ili bitno smanjuje dodir, protok, povezivanje, uticaj ili fizičko delovanje. U elektrotehnici, konstrukcijski element električnih vodova te energetskih i telekomunikacijskih postrojenja, koji nosi i učvršćuje električne provodnike ujedno ih električko izoluje od ostalih delova konstrukcije. Izrade izolatora su normirane, s propisanim dimenzijama i svojstvima. Za energetske električne vodove i postrojenja izolator mora odgovarati određenim tehničkim zahtevima s obzirom na mehaničku čvrstoću, čvrstoću na električni proboj i preskok, toplotnu otpornost (radi moguće pojave električnoga luka), postojanost prema uticaju okoline (u prvom redu vlage). Za izradu izolatora najčešće se upotrebljava porculan određenog kvaliteta (elektroporculan), kaljeno staklo i keramički materijali (na primer steatit). 

### Fotoelektrični učinak
Fotoelektrični učinak ili fotoefekt je delovanje elektromagnetnih talasa (infracrvenih, svetlosnih, ultraljubičastih, rendgenskih i gama-zračenja) na električno nabijene čestice u materiji; predaja dela ili sveukupne energije fotona (čestica elektromagnetnog zračenja) elektronima, protonima ili drugim česticama; pojave koje su posledica primarnih procesa apsorpcije fotona (fotoprovodljivost, fotovoltni učinak, fotoluminiscencija, fotohemijski učinak i drugi). 
Upijanje ili apsorpcija energije elektromagnetskog zračenja u materiji teče najčešće putem međudelovanja s elektronima zbog njihove male mase. Fotoelektrični učinak je proces izbacivanja elektrona iz stacionarnih stanja u atomu, molekulu, metalu ili drugom sistemu (spoljašnji fotoefekt). U tom je procesu foton potpuno apsorbovan, a njegova energija (hν) utrošena na savladavanje potencijalne energije vezanja elektrona (B) i na kinetičku energiju elektrona (E), prema jednakosti koju je izveo Albert Ajnštajn 1905. godine:
{\displaystyle h\cdot \nu =B+E}
U Komptonovom učinku (Artur Holi Kompton) foton u sudaru predaje deo energije elektronu i odlazi kao sekundarni foton manje energije. U širem smislu formiranje parova, proces stvaranja para elektron – pozitron prilikom međudelovanja (interakcije) fotona s atomskom jezgrom takođe se smatra fotoelektričnim učinkom. Ovi procesi zbivaju se i s protonima i drugim česticama u interakcijama fotona s atomskim jezgrama (takozvani nuklearni fotoefekt). Apsorpcija fotona u nekom materijalu putem primarnih procesa ima za posledicu različite sekundarne pojave.

#### Fotovodljivost
Fotovodljivost je smanjenje električnog otpora izolatora ili poluprovodnika kada su obasjani svetlošću. Na primer selenijum i kadmijum sulfid (CdS) koriste se za merenje osvetljenja menjanjem električnog otpora. Fotovoltni učinak je proces pretvaranja (transformacije) energije fotona u električnu energiju. Kada se u prelaznom području dve sredine (metal – poluprovodnik, metal – elektrolit, n poluprovodnik – p poluprovodnik) apsorbuju fotoni, elektroni budu prebačeni u više stanje energije (unutrašnji fotoefekt) pa se taj višak energije dobija u obliku električne struje (fotoćelije, selenske ćelije, fotovoltni svetlomeri i drugo). 

#### Fotoluminiscencija
Fotoluminiscencija je proces apsorpcije fotona s pobuđivanjem elektronskih stanja, koja sa zakašnjenjem emituju fotone druge talasne dužine (luminiscencija). Demberov učinak je fotoelektrični učinak u kristalima kada se upijanjem (apsorpcijom) svetlosti u kristalu menja koncentracija slobodnih elektrona uzduž puta svetlosnog zraka. Bekerelov učinak je fotoelektrični učinak kod osvetljenih elektroda uronjenih u elektrolit. 

#### Primena fotoelektričnog učinka
Fotoelektrični učinak koristi se u mnoge praktične svrhe, na primer u vakuumskim ili gasnim fotoćelijama, fotootpornim ćelijama, fotodiodama, fototranzistorima i za direktno pretvaranje Sunčeve energije u električnu.

### Magnetizam
Magnetizam (prema magnetu što dolazi od lat. magnes, genitiv magnetis < grč. Μαγνῆτıς λίϑος: kamen iz Magnezije) je skup pojava povezanih s magnetskim poljem i sa ponašanjem materija u magnetnom polju. Magnetna svojstva materijala potiču od magnetnog momenta atoma i njihovih međudelovanja koja mogu stvoriti kolektivno magnetno uređenje. Magnetizam atoma je posledica magnetizma elektrona i atomskog jezgra i njihovih međudelovanja. Razlikuje se orbitalni magnetski moment, zbog kretanja elektrona oko atomskog jezgra, i spinski magnetski moment, kao vlastito kvantnomehaničko svojstvo elektrona i jezgre. S obzirom na ponašanje u magnetskom polju, svi se materijali odlikuju svojom magnetskom permeabilnošću. Tako se mogu razlikovati dijamagnetične, paramagnetične, feromagnetične, ferimagnetične i antiferomagnetične materije.

### Kondenzovana materija
Kondenzovana materija je materija nastala kondenzacijom, materija u kojoj atomi i molekuli snažno uzajamno deluju te se može nalaziti u tečnom ili čvrstom agregatnom stanju, a na izuzetno niskim temperaturama u superprovodnoj ili suprafluidnoj fazi. Problemima i teorijom nastajanja kondenzata bavi se fizika kondenzovane materije, unutar koje se proučavaju neka svojstva tečnosti, na primer prelazi faza procesa naparivanja i svojstva tankih slojeva, epitaksijalni rast kristala i posebno svojstva klastera atoma i molekula i niskotemperaturna fizika. Temelje te grane fizike postavio je 1916. nemački fizičar Vilhajm Naselt (1882. – 1957.) svojom teorijom filmske kondenzacije, koju su u potpunosti potvrdili kasniji eksperimenti. Danas se fizika kondenzirane materijai snažno razvija pa se izdvaja kao posebna grana fizike, iako je bitno vezana uz druge grane, posebno termodinamiku i fiziku čvrstog stanja.

## Literatura
- Neil W. Ashcroft and N. David Mermin, Solid State Physics (Harcourt: Orlando, 1976).
- Charles Kittel, Introduction to Solid State Physics (Wiley: New York, 2004).
- H. M. Rosenberg, The Solid State (Oxford University Press: Oxford, 1995).
- Steven H. Simon, The Oxford Solid State Basics (Oxford University Press: Oxford, 2013).
- Out of the Crystal Maze. Chapters from the History of Solid State Physics, ed. Lillian Hoddeson, Ernest Braun, Jürgen Teichmann, Spencer Weart (Oxford: Oxford University Press, 1992).
- M. A. Omar, Elementary Solid State Physics (Revised Printing, Addison-Wesley, 1993).

## Spoljašnje veze
- Institut za fiziku – Fizika čvrstog stanja
- Fizika čvrstog stanja – Uvodno predavanje